# Bimbo (Fleischer Studios)

### Historia
Bimbo se inspiró inicialmente en el trabajo del director de animación Dick Huemer en Mutt and Jeff, quien durante la serie Out of the Inkwell decidió darle al protagonista Koko the Clown un compañero canino. Bimbo tiene la distinción de ser uno de los primeros personajes de dibujos animados con diálogos completamente animados, visto en el corto de 1926 My Old Kentucky Home, donde un Bimbo prototípico dice: "¡Sigan la pelota y únanse todos!"
Bimbo luego se convirtió en protagonista y estrella de la serie Talkartoons de Fleischer, como rival de Mickey Mouse de The Walt Disney Company. Su primera aparición con nombre como Bimbo fue en Hot Dog (1930), aunque su diseño definitivo se estandarizó alrededor de 1931. El nombre "Bimbo" se eligió porque en los años 20 se asociaba con hombres que gustaban de pelear.
Protagonizó varios cortos destacados de los años 30, como Swing You Sinners!, Minnie the Moocher y Bimbo's Initiation. Perdió protagonismo cuando su novia Betty Boop ganó fama, y la serie Talkartoons se reestructuró como serie Betty Boop en 1932.
Tras la estricta aplicación del Código Hays en 1934, Bimbo desapareció de los dibujos animados de Fleischer, ya que un perro antropomórfico saliendo con una humana se consideraba inapropiado.

### Revivificación
Aproximadamente 56 años después, Bimbo reapareció en 1989 como coprotagonista del especial de TV The Betty Boop Movie Mystery y en el cómic de 1990 Betty Boop's Big Break de First Comics, manteniendo su personalidad como interés amoroso de Betty. Desde entonces ha seguido apareciendo en productos de Betty Boop y se consolidó como personaje recurrente.
En 2016 apareció en la miniserie de cómics de Betty Boop de Dynamite Entertainment como amigo cercano de Betty, con un enamoramiento secreto hacia ella. También apareció en el juego iOS Betty Boop Dance Card en 3D, con la voz de Will Ryan.

### Similitudes en otros medios
En 1932, un perro llamado Pooch the Pup de Walter Lantz Productions apareció como protagonista de sus propios cortos, con un diseño similar al de Bimbo. En 1933, Pooch fue rediseñado para parecer aún más a Bimbo.

### Filmografía parcial
| Título             | Fecha de estreno         |
| ------------------ | ------------------------ |
| Hot Dog            | 29 de marzo de 1930      |
| Fire Bugs          | 9 de mayo de 1930        |
| Dizzy Dishes       | 9 de agosto de 1930      |
| Barnacle Bill      | 31 de agosto de 1930     |
| Swing You Sinners! | 24 de septiembre de 1930 |
| Grand Uproar       | 3 de octubre de 1930     |
| Sky Scraping       | 1 de noviembre de 1930   |
| Up to Mars         | 20 de noviembre de 1930  |
| Accordion Joe      | 12 de diciembre de 1930  |
| Mysterious Mose    | 26 de diciembre de 1930  |